# المطاحن (ذي السفال)

تعديل مصدري - تعديل

المطاحن هي إحدى قرى عزلة الأشراف بمديرية ذي السفال التابعة لمحافظة إب، بلغ تعداد سكانها 373 نسمة حسب تعداد اليمن لعام 2004.